# کندن (دهانه)
کندن یک دهانه برخوردی در ماه‌ است.